# Melanchroia mors
Melanchroia mors là một loài bướm đêm trong họ Geometridae.